# Macrospondylus
Macrospondylus là một chi dạng cá sấu của họ Teleosauridae đã tuyệt chủng, có hình dáng như cá sấu, tồn tại từ Jura sớm, tức là từ Toarci. Mẫu hóa thạch đã được tìm thấy ở Anh, Pháp, va Đức. Loài lớn nhất trong chi là Steneosaurus heberti có chiều dài cơ thể phổ biến là 2,5-3,5 m, tuy nhiên có thể đạt đến 5 m.

## Phân loại

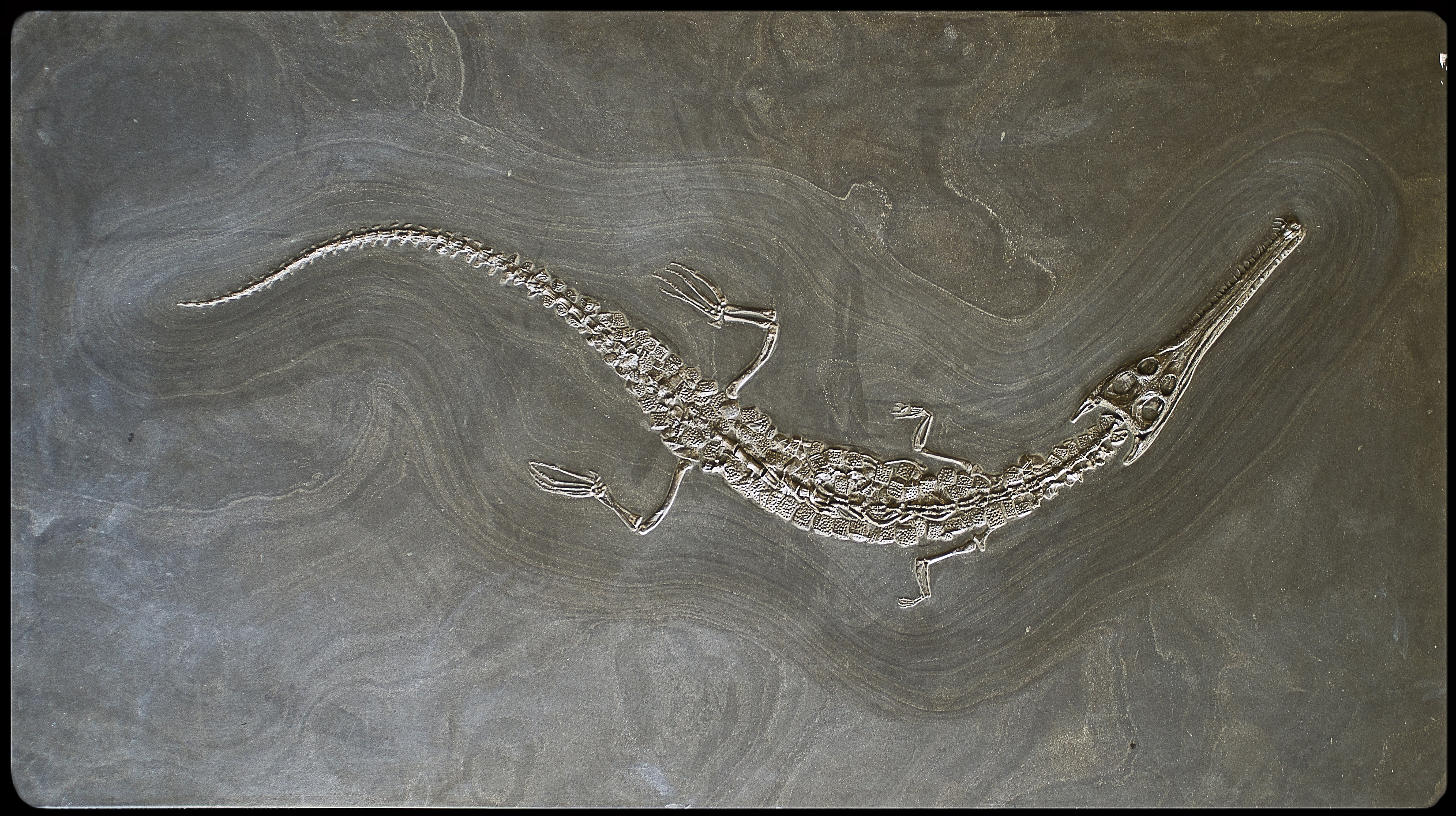

Loài Macrospondylus, M. bollensis, ban đầu được đặt tên là Crocodilus bollensis bởi George Jaeger vào năm 1828. Hai năm sau, nhà cổ sinh vật học người Đức Hermann von Meyer đã tạo ra giống Macrospondylus cho C. bollensis. Một số tác giả (ví dụ Lydekker 1888; Westphal 1961; Steel 1973) đã coi Macrospondylus như một từ đồng nghĩa gần đây hơn của Steneosaurus. Một phân tích phát sinh học năm 2005 về các mối quan hệ tiến hóa của Thalattosuchia đã tìm thấy Steneosaurus paraphykish đối với các chi Machimosaurus và Teleosaurus. Tuy nhiên, một luận án tiến sĩ chưa được công bố của Johnson (2019) cho thấy Macrospondylus có tính cơ bản hơn Machimosaurus hoặc bất kỳ telizardoid nào khác được gán cho Steneosaurus.